# Francisco de Paula Pleiteado
Francisco de Paula Pleiteado Cevallos (Santiago, 1857 - ibídem, 1907) fue un político radical chileno.

## Biografía
Hijo de don Francisco de Paula Pleiteado Alcalde y doña Carlota Cevallos Briceño, realizó sus estudios en el Instituto Nacional y en la Universidad de Chile, donde estudió Leyes. Juró como abogado el 2 de septiembre de 1885. 
Se dedicó a la política al mismo tiempo que ejercía el derecho. Militaba en el Partido Radical, del cual llegó a ser un líder en la capital. 
Fue profesor de Higiene en la Escuela Pública Gratuita para Adultos de la “Sociedad de Bibliotecas Públicas Escolares”, en 1878. 
Participó en la revolución contra el presidente José Manuel Balmaceda y en la redacción del texto jurídico que entregó el mando de la nación al Congreso Nacional el 10 de noviembre de 1891, para seguir con el curso democrático del país.
Fue elegido diputado por Chañaral, Vallenar y Freirina en 1900, y por cuatro períodos consecutivos hasta 1912. Formó parte de diversas Comisiones, como Educación y Beneficencia, de Gobierno, de Relaciones Exteriores, además de la Comisión Conservadora y de Legislación y Justicia. Fue Presidente de la Cámara de Diputados del 2 de junio de 1909 al 29 de octubre del mismo año.
Apóstata por excelencia, de lo cual se vanagloriaba, mientras fue diputado pedía invariablemente, al discutirse los gastos fiscales, la supresión de los gastos de Culto. Debido a esto lo llamaban el «enemigo personal de Dios».